# Frank Farrelly
Frank Farrelly, né à Saint-Louis (Missouri) le 26 août 1931 et mort à Madison (Wisconsin) le 10 février 2013, est un psychologue américain.

## Biographie
Farrelly est travailleur social, titulaire d'un master de l'Université catholique d'Amérique et enregistré dans l'association professionnelle des travailleurs sociaux américains.
Dans les années 1960, il développe une théorie dite de « provocation »,. Il s'est inspiré entre autres des travaux de Carl Rogers. Il a donné des enseignements à l'Université du Wisconsin-Madison et été assistant d'un professeur au Département de Psychiatrie à l'Université de Wisconsin Medical School. Il a écrit un livre.